# Persian Lake
Persian Lake är en sjö i Kanada.   Den ligger i provinsen Manitoba, i den centrala delen av landet, 2 100 km nordväst om huvudstaden Ottawa. Persian Lake ligger 308 meter över havet. Arean är 0,78 kvadratkilometer. Den sträcker sig 2,2 kilometer i nord-sydlig riktning, och 0,6 kilometer i öst-västlig riktning.
I omgivningarna runt Persian Lake växer i huvudsak barrskog. Trakten runt Persian Lake är nära nog obefolkad, med mindre än två invånare per kvadratkilometer.